# Uhličitan rubidný
Uhličitan rubidný je anorganická sůl (uhličitan) se vzorcem Rb2CO3. Jedná se o praktickou sloučeninu rubidia: je stabilní, není zvláště reaktivní, je velmi dobře rozpustný ve vodě a jedná se o obvyklou formu, ve které je rubidium prodáváno.

## Příprava
Rb2CO3 se připravuje smícháním uhličitanu amonného s hydroxidem rubidným:
(NH4)2CO3 + 2 RbOH → Rb2CO3 + 2 NH3·H2O.

## Použití
Uhličitan rubidný se používá v některých druzích výroby skla za účelem zvýšení stability a životnosti, a snížení vodivosti. Také se používá jako součást katalyzátoru pro výrobu alkoholů s krátkým řetězcem.

### Podobné sloučeniny
- uhličitan lithný
- uhličitan sodný
- uhličitan draselný
- uhličitan cesný